# Mimetus trituberculatus
Mimetus trituberculatus är en spindelart som beskrevs av O. Pickard-Cambridge 1899. Mimetus trituberculatus ingår i släktet Mimetus och familjen kaparspindlar.
Artens utbredningsområde är Panama. Inga underarter finns listade i Catalogue of Life.